# Heinrich von Kiew
Heinrich († 1350) war der erste römisch-katholische Bischof von Kiew. Er hat dieses Amt wahrscheinlich nie ausgeübt.

## Leben
Seine Herkunft ist unbekannt. Heinrich war Lektor im Dominikanerkloster Pasewalk in Vorpommern. 1321 wurde er im Auftrag des Papstes zum ersten katholischen Bischof für Kiew durch Bischof Stephan II. von Lebus ernannt. Kurz zuvor hatte Großfürst Gediminas von Litauen das Gebiet erobert. Heinrich ließ sich die Ernennung Ende desselben Jahres in Avignon vom Papst bestätigen. Er hat sein Bistum wahrscheinlich nie betreten, da das Gebiet orthodox blieb.
- 1322 verfasste er in Bamberg einen geistlichen Traktat.
- 1325 wurde ihm in Königsmark in der Altmark ein Hof zur Gründung einer geistlichen Stiftung durch Markgraf Ludwig von Brandenburg überlassen.
- Am 17. Mai 1332 weihte er als „Flüchtlingsbischof“ die neue Wallfahrtskirche St. Leonhard in Inchenhofen.[1]

1350 soll er gestorben sein.